# International Superstar Soccer Pro 98
International Superstar Soccer Pro 98 (skraćeno: ISS Pro 98, u Japanu: Winning Eleven 3) igra je u serijalu nogometnih videoigara International Superstar Soccer, japanskog proizvođača Konamija (Konami Computer Entertainment Tokyo).
ISS Pro 98 je u izašao u svibnju 1998. godine, a proizvodio se za Playstation i Nintendo 64.